# Robert Gijs
Robert (Bob) Gijs (Antwerpen, 19 juni 1931 - Deurne, 6 maart 1999) was een Belgisch politicus voor CVP.

## Levensloop
Robert Gijs behaalde een licentiaat in de toegepaste psychologie en een licentiaat in beroepsoriëntering aan de Katholieke Universiteit Leuven en was van 1956 tot 1958 directeur-adviseur van het Psycho-Medisch Sociaal Centrum in Hasselt. Vervolgens ging Gijs zich toeleggen op politiek opinieonderzoek en was hij van 1959 tot 1965 projectdirecteur bij Nowland & Company en van 1965 tot 1972 directeur bij Inra-Europa. In 1972 richtte Gijs met Dimarso zijn eigen marktonderzoeksbureau op, waarvan hij de gedelegeerd bestuurder was. Daarnaast was hij docent aan de Handelshogeschool van Antwerpen en redactielid van het conservatieve opinieblad Nucleus, waarvan Gijs van 1995 tot aan zijn overlijden in 1999 hoofdredacteur was.
Hij werd eveneens politiek actief voor de CVP en was van 1982 tot 1986 ondervoorzitter van de partij. Hij behoorde tot de conservatieve vleugel van de partij en was bijvoorbeeld een fel tegenstander van abortus. 
Tevens zetelde hij lange tijd in de Belgische Senaat, waar hij van 1980 tot 1992 fractievoorzitter van zijn partij was: van 1974 tot 1977 was hij provinciaal senator voor de provincie Antwerpen, van 1977 tot 1981 was hij rechtstreeks verkozen senator voor het arrondissement Antwerpen en van 1981 tot 1992 was hij gecoöpteerd senator. Als senator speelde hij een belangrijke rol in de herziening van het Schoolpact, de staatshervormingen en de onderwijswetgeving.
In de periode april 1974-oktober 1980 zetelde hij als gevolg van het toen bestaande dubbelmandaat ook in de Cultuurraad voor de Nederlandse Cultuurgemeenschap, die op 7 december 1971 werd geïnstalleerd. Vanaf 21 oktober 1980 tot november 1981 was hij tevens korte tijd lid van de Vlaamse Raad, de opvolger van de Cultuurraad en de voorloper van het huidige Vlaams Parlement.
In maart 1999 overleed Robert Gijs aan een hersenbloeding.